# Kravany nad Dunajom
Kravany nad Dunajom (in ungherese Karva) è un comune della Slovacchia facente parte del distretto di Komárno, nella regione di Nitra.